# El mayorazgo de Labraz
El mayorazgo de Labraz es una novela del escritor español Pío Baroja, publicada en 1903, que forma parte de la tetralogía Tierra vasca, junto con La casa de Aizgorri, Zalacaín el aventurero y La leyenda de Jaun de Alzate.

## Sinopsis
Ambientada en la Álava rural de finales del siglo XIX, la novela, en tono folletinesco narra la historia del mayorazgo del lugar Don Juan de Labraz, hombre invidente, cuya vida se ve alterada con el regreso al hogar de su hermana Cesárea con la que se había enemistado tras contraer ella matrimonio con el desaprensivo Ramiro, quien fuera lacayo de la casa de los Labraz en la niñez y más tarde acogido como hijo adoptivo. La llegada de la pareja altera la vida del pueblo y en particular la del hogar de los Labraz, en el que junto a Juan residen su otra hermana, Micaela y la pequeña Rosarito, hija de Ramiro y Cesárea. Ramiro, persistiendo en su desprecio por los más básicos principios éticos y morales seduce primero a Marina, la hija de la posadera y después consuma una relación pasional con su cuñada Micaela, pese a la grave enfermedad que padece Cesárea. Ramiro y Micaela aceleran el final de la vida de Cesárea y después huyen del pueblo, tras robar las reliquias de la iglesia. Posteriormente también Rosarito morirá tras una penosa enfermedad que soporta gracias a los amorosos cuidados de Marina. Los vecinos, indignados por el robo y recelosos de la presunta relación de Don Juan y Marina, presionan a éste para que reponga el botín con cargo a su propia fortuna que resulta insuficiente. El hombre, superado por las circunstancias, decide prender fuego a todas sus posesiones y marchar del lugar. Regresará un tiempo después para recuperar a Marina y emprender una nueva vida juntos lejos de aquellas tierras.

## Contexto
Al igual que ocurre con otros textos del autor y también en los del resto de autores de la Generación del 98, la novela, junto al argumento amoroso, supone un exponente de la situación social que definía la España de finales del siglo XIX y principios del XX, con las tensiones y enfrentamientos entre un conservadurismo represor, mojigato y clerical y las nuevas ideas liberales y progesistas, sin olivdar las pulsiones revolucionarias y socialistas de las clases obreras y parte del campesinado de la época.

## Adaptaciones
La novela ha sido llevada a la televisión en una serie producida por Televisión española en 1983.